# Кремер, Марк Вениаминович
Марк Вениаминович Кремер (28.02.1928, Ленинград — 2021, Санкт-Петербург) — советский художник-живописец, заслуженный деятель искусств. С 1956 — член Союза художников СССР.

## Биография
М. В. Кремер родился в 1928 году в Ленинграде. Отец его Вениамин Вениаминович был художником-пейзажистом, представителем Ленинградской пейзажной школы и с малых лет взращивал в сыне любовь к живописи и искусству. Ранние годы Марка Кремера прошло в городе Пушкине, где в 1899 году родился отец; в их семейном доме гостили известные художники со всего Советского Союза. Детство определило выбор профессии юного Марка.
В 1952 году он с отличием окончил Ленинградское высшее художественно-промышленное училище имени Мухиной. Ученик Петра Бучкина, Рудольфа Френца и Александра Любимова.
С 1956 — член Союза художников СССР.
Художник работал в различных жанрах: пейзаж, натюрморт, портрет и сюжетная живопись. 
Скончался в 2021 году в возрасте 93 лет.
Работы Марка Кремера находятся во многих известных частных коллекциях Москвы, Санкт-Петербурга, Киева, Праги, Берлина, Бонна, Лондона, Токио, Вашингтона, Нью-Йорка, Чикаго, Сан-Франциско, и т. д.; его работы успешно продаются с аукционов Великобритании, Германии, Испании, Франции, Швейцарии и Японии.

## Галерея работ

М.Кремер. Ромашки и полевые цветы. х/м, 40х50 см
М.Кремер. Поле маков. х/м, 40х50 см
М.Кремер. Последний луч солнца. х/м, 50х60 см
М.Кремер. Первый снег. х/м, 50х60 см